# Goto Predestinacija
Goto Predestinacija (hrv. Božja Predodređenost, doslovno Božja providnost, ruski: Гото Предестинация) bio je ruski ratni brod iz 18. stoljeća. Imao je tri jarbola i 58 topova.
Admiralitet u Voronježu dobio je narudžbu ruske carske vojske 27. travnja 1700., da se izradi brod Goto Predestinacija. Brod je bio u operativnoj uporabi do 1711., kao dio Azovske flote. Nakon neuspješne vojne kampanje kod rijeke Prut i gubitka Azova, Goto Predestincija prodan je Osmanskom Carstvu. 
Bio je prvi ruski linijski brod (najvažnije i najmoćnije plovilo ruske carske ratne mornarice tada) i prvi ruski brod napravljen u Rusiji bez strane pomoći.